# Marie-Luce Penchard
Marie-Luce Penchard (ur. 14 lutego 1959 w Gourbeyre) – francuska polityk, urzędniczka i samorządowiec z Gwadelupy, w latach 2009–2012 członkini francuskiego rządu.

## Życiorys
Studiowała zarządzanie na Université Paris-Dauphine, magisterium z ekonomii uzyskała na Université des Antilles et de la Guyane. Pracowała w administracji lokalnej, w latach 1983–1986 kierowała biurem spraw europejskich przy radzie generalnej Gwadelupy. Osiedliła się następnie we Francji, była zatrudniona na różnych stanowiskach (w tym dyrektorskich) w administracji departamentów Essonne i Yvelines. W 2007 przeszła do pracy w administracji prezydenckiej, gdzie zajmowała się sprawami terytoriów zamorskich. W 2008 została dodatkowo sekretarzem Unii na rzecz Ruchu Ludowego odpowiedzialnym za francuskie terytoria zamorskie.
Od czerwca 2009 do maja 2012 wchodziła w skład dwóch rządów François Fillona, odpowiadając również za sprawy terytoriów zamorskich. Początkowo pełniła funkcję sekretarza stanu, a od listopada 2009 urzędowała w randze ministra podległego ministrowi spraw wewnętrznych.
W 2014 została merem miasta Basse-Terre, pełniła tę funkcję do 2020. W 2010, 2015 i 2021 wybierana na radną Gwadelupy. W 2015 prezydent tego regionu Ary Chalus powierzył jej funkcję swojego zastępcy.